# Statocyst

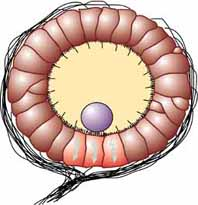
Schematische weergave van een statocyst: zenuwreceptorlen (rood), statoliet (blauw), sensorische zenuwcelvezels zwart

Een statocyst is een evenwichtsorgaan dat voorkomt in verschillende aquatische ongewervelden, zoals neteldieren, ribkwallen, platwormen, kreeftachtigen, weekdieren, zeekomkommers en manteldieren. Een statocyst bestaat uit een zakje waarin zich een gemineraliseerde massa (statoliet) bevindt en talrijke bezenuwde sensorische haren (setae). De inertie van de statoliet bij versnelling of vertraging veroorzaakt een druk tegen de setae. Afbuiging van de setae door de statoliet onder invloed van de zwaartekracht, activeert zenuwcellen en die geven feedback aan het dier op verandering in zijn oriëntatie en de mogelijkheid het evenwicht te handhaven.